# Sportåret 1797

## Händelser

### Boxning
- 30 januari – Will Wood besegrar Jack Bartholomew i Ealing at Harrow. Matchen varar i 16 minuter över 15 ronder.[1]

- Februari – Tom Owen, som sägs vara hantelns uppfinnare, besegrar William Hooper nära Jeffries Close och försvarar därmed sin engelska mästerskapstitel i tungvikt.[2]

- 22 augusti – Jack Bartholomew besegrar Tom Owen i Moulsey Hurst eller Sunbury Common och tar därmed över den engelska mästerskapstiteln i tungvikt. Matchen varar i 30 minuter över 26 ronder.[1]